# Release the Stars
Release the Stars är Rufus Wainwrights femte studioalbum och släpptes den 15 maj 2007. Den första singeln var Going to a Town. Neil Tennant från Pet Shop Boys var exekutiv producent och albumet mixades med hjälp av producenterna Marius De Vries och Andy Bradfield. Flera kända gästmusiker medverkade på albumet: Richard Thompson, Teddy Thompson, Martha Wainwright, Kate McGarrigle, Neil Tennant, Joan Wasser, och Siân Phillips.
Låten Tulsa skrevs sedan Wainwright träffat Brandon Flowers från gruppen The Killers på en bar. Sanssouci är inspirerad av den preussiske 1700-talsmonarken Fredrik den stores rokokopalats utanför Berlin. De sista 30 sekunderna av Between My Legs rymmer öppningstonerna från titelmelodin till Andrew Lloyd Webbers musikal Fantomen på operan.

## Låtlista
1. Do I Disappoint You – 4:40
2. Going to a Town – 4:06
3. Tiergarten – 3:26
4. Nobody's Off the Hook – 4:27
5. Between My Legs – 4:26
6. Rules and Regulations – 4:05
7. Not Ready to Love – 5:51
8. Slideshow – 6:21
9. Tulsa – 2:20
10. Leaving For Paris No. 2 – 4:52
11. Sanssouci – 5:16
12. Release the Stars – 5:20